# NGC 3762
NGC 3762 este o galaxie spirală situată în constelația Ursa Mare. A fost descoperită în 19 martie 1790 de către William Herschel. Se află la o distanță de 52,61 de megaparseci de Pământ.